# Jorge Illueca
Jorge Illueca, né le 17 septembre 1918 à Panama et mort le 3 mai 2012 dans la même ville, est un homme politique panaméen,  président de la république du Panama du 13 février au 11 octobre 1984.